# Colom faisà de clatell gris
El colom faisà de clatell gris (Otidiphaps nobilis cervicalis; syn: Otidiphaps cervicalis) és un tàxon d'ocell de la família dels colúmbids (Columbidae) considerat per diversos autors una subespècie d'Otidiphaps nobilis. Habita la zona oriental de Nova Guinea. El seu estat de conservació es considera de risc mínim.

## Taxonomia
Segons el Handook of the Birds of the World i la quarta versió de la BirdLife International Checklist of the birds of the world (Desembre 2019), aquest tàxon tindria la categoria d'espècie. Tanmateix, altres obres taxonòmiques, com la llista mundial d'ocells del Congrés Ornitològic Internacional (versió 12.2, gener 2020), el consideren encara una subespècie del colom faisà.